# تمالوس
تمالوس (به عربی: تمالوس) یک شهرداری در الجزایر است که در استان سکیکده واقع شده‌است. تمالوس ۳۶۸٫۰۹ کیلومتر مربع مساحت و ۵۱٬۲۶۲ نفر جمعیت دارد.